# Саранди-Гранде
Саранди-Гранде (исп. Sarandí Grande) — город в центральной части Уругвая, на территории департамента Флорида.

## География
Город находится в северо-западной части департамента, к северу от гряды Кучилья-Гранде-Инферьор, на высоте 120 метров над уровнем моря.
Саранди-Гранде расположен на расстоянии приблизительно 40 километров к северо-северо-западу (NNW) от города Флорида, административного центра департамента и на расстоянии 120 километров к северо-северо-западу от Монтевидео, столицы страны. Ближайший гражданский аэропорт расположен в городе Дурасно.

## История
Саранди-Гранде был основан в октябре 1874 году как населённый пункт при железнодорожной станции. Получил статус малого города (Villa) 15 октября 1923 года. Получил статус города (Ciudad) и своё современное название 1 июля 1956 года.

## Население
По данным переписи 2011 года, население составляло 6 130 человек.
| Год  | Население |
| ---- | --------- |
| 1963 | 3 579     |
| 1975 | 5 295     |
| 1985 | 5 545     |
| 1996 | 5 379     |
| 2004 | 5 635     |
| 2011 | 6 130     |

Источник: Instituto Nacional de Estadística de Uruguay

## Экономика
В основе экономики города лежит переработка сельскохозяйственной продукции (прежде всего продуктов молочного скотоводства).